# VS-43
Il VS-43 era un progetto di razzo-sonda brasiliano promosso dall'Istituto di aeronautica e spazio (IAE). 

## Storia
Dopo l'interruzione del programma di sviluppo del VLS-1, si era deciso di concentrarsi sullo sviluppo del razzo VLM. Alla fine del 2016, si decise di realizzare come tappa intermedia due nuovi razzi che avrebbero permesso lo sviluppo dei diversi sottosistemi necessari per un razzo destinato ad una futura missione satellitare. Il razzo VS-43 doveva essere utilizzato per lanci suborbitali come mezzo per realizzare esperimenti sulla microgravità, rientro atmosferico e sistemi di navigazione missilistica. Con il razzo VS-50, da sviluppare successivamente, ci si sarebbe concentrati sullo sviluppo dei motori.
Il VS-43 sarebbe stato un razzo a due stadi, funzionante a combustibile solido. Il primo stadio avrebbe usato un motore S-43, il secondo stadio un motore S-44.Uno dei principali vantaggi dello sviluppo del VS-43 consisteva nell'utilizzo di componenti, attrezzature, sottosistemi e dispositivi rimasti dallo sviluppo del veicolo VLS-1.
Il 29 giugno 2017 è stato effettuato un test di combustione del motore S43, di cui era previsto l'utilizzo nel primo stadio del razzo VS-43. Il test ha avuto luogo sul banco di prova dello stabilimento di produzione. 
Successivamente, il programma del razzo VS-43 è stato cancellato. Il generale Augusto Luiz de Castro Otero, direttore dell'IAE da marzo 2016 a marzo 2019, ha dichiarato che il programma è stato interrotto per mancanza di risorse. I test per i sistemi di navigazione necessari alla realizzazione del razzo VLM verranno effettuati direttamente con il razzo VS-50.